# Hertogdom Boekovina
Het hertogdom Boekovina was van 1775 tot 1787 een militair district binnen het Keizerrijk Oostenrijk, van 1787 tot 1849 onderdeel van Koninkrijk Galicië en Lodomerië en van 1849 tot 1918 een kroonland binnen Oostenrijk-Hongarije. Een belangrijke stad was Czernowitz (thans Tsjernivtsi in Oekraïne).

## Geschiedenis
Voordat het hertogdom Boekovina een onafhankelijke positie kreeg,  vormde het hertogdom het noordelijk deel van het vorstendom Moldavië. Dit Moldavië was een vazalstaat van het Ottomaanse Rijk, toen de Boekovina in 1775 door het Habsburgse Oostenrijk werd veroverd. Aanvankelijk stond het onder militair bestuur, maar in 1786 werd het bij een andere Oostenrijkse verovering  Galicië gevoegd. Er volgde een periode van immigratie van verschillende kanten: Oekraïners, Roethenen, verschillende groepen Duitsers, joden en kleinere aantallen Hongaren, Polen, Armenen, Slowaken, Grieken, Turken en Roma voegden zich bij de Roemenen die er woonden. In 1849 kreeg de Boekovina een eigen status als Oostenrijks kroonland. Toen in 1867 de Oostenrijks-Hongaarse Dubbelmonarchie ontstond, bleef de Boekovina bij het Oostenrijkse deel of Cisleithanië.
Terwijl het centrale gezag te maken had met de nationale ambities van zowel de Roemenen als de Roethenen, die elkaar getalsmatig ongeveer in evenwicht hielden) beleefde het hertogdom een culturele bloeiperiode. In 1875, de 100e verjaardag van de Oostenrijkse overheersing, kreeg de hoofdstad Czernowitz een universiteit. De Duitsers en de joden speelden een grote rol in het culturele leven. Geen gebied in het rijk telde een zo groot percentage joden onder zijn inwoners. De dichter Paul Celan was een van hen.
Aan het eind van de Eerste Wereldoorlog viel Oostenrijk-Hongarije uiteen: het Verdrag van Saint-Germain (1919) wees het hertogdom Boekovina toe aan het koninkrijk Roemenië. Na de Tweede Wereldoorlog werd Roemenië door de Sovjet-Unie gedwongen de noordelijke Boekovina aan Oekraïne af te staan.
1867–1918

In de Rijksraad vertegenwoordigde koninkrijken en landen (Cisleithanië):
hertogdom Boekovina · koninkrijk Bohemen · koninkrijk Dalmatië · koninkrijk Galicië en Lodomerië · hertogdom Karinthië · hertogdom Krain · Küstenland (vorstelijk graafschap Görz en Gradisca, markgraafschap Istrië, vrije rijksstad Triëst) · markgraafschap Moravië · Neder-Oostenrijk · Opper-Oostenrijk · hertogdom Salzburg · Tsjechisch-Silezië · hertogdom Stiermarken · vorstelijk graafschap Tirol en land Vorarlberg

De landen van de Heilige Hongaarse Stefanskroon (Transleithanië):
Fiume met gebied · koninkrijk Hongarije · koninkrijk Kroatië en Slavonië . Militaire Grens (1867-1882)

Gemeenschappelijk bestuurd: condominium Bosnië en Herzegovina (1878-1918) . Novi Pazar met gebied (1878-1908) . Karpatische passengebied (1918) . bezette zone Tianjin (1901-1917)
Voor of in 1867 opgeheven

koninkrijk Illyrië (tot 1850) · vojvodschap Servië en Temesbanaat (tot 1860) · Koninkrijk Lombardije-Venetië (tot 1866) · grootvorstendom Zevenburgen (tot 1867)